# Lista planetelor minore: 286001–287000
Aceasta este lista planetelor minore cu numerele 286001–287000.

## 286001–286100
| Denumire | Denumire provizorie | Data descoperirii   | Locul descoperirii | Descoperitor(i)            |
| -------- | ------------------- | ------------------- | ------------------ | -------------------------- |
| 286001 – | 2001 SH87           | 20 septembrie 2001  | Socorro            | LINEAR                     |
| 286055 – | 2001 SM274          | 20 septembrie 2001  | Kitt Peak          | Spacewatch                 |
| 286056 – | 2001 SK282          | 28 septembrie 2001  | Eskridge           | G. Hug                     |
| 286058 – | 2001 SF288          | 27 septembrie 2001  | Palomar            | NEAT                       |
| 286072 – | 2001 SC344          | 23 septembrie 2001  | Anderson Mesa      | LONEOS                     |
| 286075 – | 2001 SQ350          | 26 septembrie 2001  | Desert Eagle       | W. K. Y. Yeung             |
| 286078 – | 2001 SZ355          | 14 septembrie 2006* | Catalina           | CSS                        |
| 286083 – | 2001 TB17           | 14 octombrie 2001   | Ondřejov           | P. Pravec, P. Kušnirák     |
| 286096 – | 2001 TR47           | 14 octombrie 2001   | Cima Ekar          | Asiago-DLR Asteroid Survey |

## 286101–286200
| Denumire       | Denumire provizorie | Data descoperirii | Locul descoperirii | Descoperitor(i) |
| -------------- | ------------------- | ----------------- | ------------------ | --------------- |
| 286115 –       | 2001 TB125          | 12 octombrie 2001 | Haleakala          | NEAT            |
| 286155 –       | 2001 TM243          | 14 octombrie 2001 | Apache Point       | SDSS            |
| 286162 Tatarka | 2001 TD259          | 8 octombrie 2001  | Palomar            | NEAT            |

## 286201–286300
| Denumire | Denumire provizorie | Data descoperirii | Locul descoperirii | Descoperitor(i) |
| -------- | ------------------- | ----------------- | ------------------ | --------------- |
| 286262 – | 2001 VK17           | 12 noiembrie 2001 | Emerald Lane       | L. Ball         |

## 286401–286500
| Denumire | Denumire provizorie | Data descoperirii | Locul descoperirii | Descoperitor(i) |
| -------- | ------------------- | ----------------- | ------------------ | --------------- |
| 286431 – | 2002 AQ12           | 10 ianuarie 2002  | Campo Imperatore   | CINEOS          |

## 286501–286600
| Denumire | Denumire provizorie | Data descoperirii | Locul descoperirii | Descoperitor(i)             |
| -------- | ------------------- | ----------------- | ------------------ | --------------------------- |
| 286593 – | 2002 CL273          | 8 februarie 2002  | Kitt Peak          | M. W. Buie                  |
| 286594 – | 2002 CJ275          | 9 februarie 2002  | Kvistaberg         | Uppsala-DLR Asteroid Survey |

## 286601–286700
| Denumire        | Denumire provizorie | Data descoperirii | Locul descoperirii | Descoperitor(i)           |
| --------------- | ------------------- | ----------------- | ------------------ | ------------------------- |
| 286606 –        | 2002 DV             | 16 februarie 2002 | Bohyunsan          | Y.-B. Jeon, B.-C. Lee     |
| 286621 –        | 2002 EX1            | 8 martie 2002     | Ametlla de Mar     | J. Nomen                  |
| 286693 Kodaitis | 2002 FD14           | 16 martie 2002    | Moletai            | K. Černis, J. Zdanavičius |

## 286701–286800
| Denumire | Denumire provizorie | Data descoperirii | Locul descoperirii | Descoperitor(i)     |
| -------- | ------------------- | ----------------- | ------------------ | ------------------- |
| 286702 – | 2002 GP28           | 6 aprilie 2002    | Cerro Tololo       | M. W. Buie          |
| 286761 – | 2002 GO189          | 5 februarie 2006* | Mount Lemmon       | Mount Lemmon Survey |

## 286801–286900
| Denumire         | Denumire provizorie | Data descoperirii | Locul descoperirii | Descoperitor(i) |
| ---------------- | ------------------- | ----------------- | ------------------ | --------------- |
| 286841 Annemieke | 2002 NK57           | 3 iulie 2002      | Palomar            | M. Meyer        |
| 286884 –         | 2002 PE             | 1 august 2002     | Needville          | Needville       |

## 286901–287000
| Denumire | Denumire provizorie | Data descoperirii | Locul descoperirii | Descoperitor(i)              |
| -------- | ------------------- | ----------------- | ------------------ | ---------------------------- |
| 286911 – | 2002 PR86           | 13 august 2002    | Fountain Hills     | C. W. Juels, P. R. Holvorcem |
| 286939 – | 2002 PJ158          | 8 august 2002     | Palomar            | S. F. Hönig                  |
| 286988 – | 2002 QW49           | 29 august 2002    | Palomar            | R. Matson                    |
| 286992 – | 2002 QJ54           | 28 august 2002    | Palomar            | A. Lowe                      |